# Bondalem
Bondalem is een bestuurslaag in het regentschap Buleleng van de provincie Bali, Indonesië. Bondalem telt 8405 inwoners (volkstelling 2010).